# 316 г. пр.н.е.
316 (триста и шестнадесета) година преди новата ера (пр.н.е.) е година от доюлианския (Помпилийски) римски календар.

## Събития

### В Македония
- Касандър превзема Пидна и нарежда Олимпия да бъде екзекутирана след като формално е осъдена от събранието на войската.[1]
- Основани са градовете Касандрия и Тесалоника.[1] Първият от тях Касандър кръщава на себе си, а втория на жена си, която е сестра на Александър Велики.
- Касандър възстановява град Тива.[1]

### В Азия
- В битката при Габиена Антигон разбива войската на Евмен като го пленява и екзекутира.[1]

### В Сицилия
- Агатокъл е избран за стратег–автократор на Сиракуза.[1]

### В Римската република
- Консули са Спурий Навций Рутил и Марк Попилий Ленат.
- Военните действия срещу самнитите са възобновени. Римляните атакуват Сатикула.[2]

## Родени
- Арсиноя II, дъщеря на диадох Птолемей I, царица на Тракия (след омъжването за цар Лизимах) и по-късно съвладетел на Египет заедно със своя съпруг и брат Птолемей II (умрял 270 г. пр.н.е.)

## Починали
- Олимпия, древногръцка епирска принцеса, дъщеря на цар Неоптолем, четвърта съпруга на Филип II и майка на Александър Велики (родена 375 г. пр.н.е.)
- Евмен от Кардия, секретар на Александър Велики и един от неговите наследници (роден 362 г. пр.н.е.)